# Horace Rice
Horace «Horrie» Rice (Sydney, Austràlia, 5 de setembre de 1872 − Sydney, 18 de gener de 1950) és una exjugador de tennis australià.
Va guanyar un títol de l'Australasian Championships individual i un en dobles mixts, aquest darrer quan era prop de complir els 51 anys, rècord que s'ha mantingut en la història del tennis.

## Torneigs de Grand Slam

### Individual: 4 (1−3)
| Resultat  | Núm. | Any  | Campionat                      | Oponent        | Marcador           |
| --------- | ---- | ---- | ------------------------------ | -------------- | ------------------ |
| Guanyador | 1.   | 1907 | Australasian Championships     | Harry Parker   | 6−3, 6−4, 6−4      |
| Finalista | 1.   | 1910 | Australasian Championships     | Rodney Heath   | 4−6, 3−6, 3−6      |
| Finalista | 2.   | 1911 | Australasian Championships (2) | Norman Brookes | 2−6, 3−6, 3−6      |
| Finalista | 3.   | 1915 | Australasian Championships (3) | Gordon Lowe    | 6−4, 1−6, 2−6, 4−6 |

### Dobles masculins: 5 (2−3)
| Resultat  | Núm. | Any  | Campionat                      | Parella         | Oponents                      | Marcador           |
| --------- | ---- | ---- | ------------------------------ | --------------- | ----------------------------- | ------------------ |
| Finalista | 1.   | 1907 | Australasian Championships     | George Wright   | William Gregg Harry Parker    | 2−6, 6−2, 2−6, 2−6 |
| Guanyador | 1.   | 1910 | Australasian Championships     | Ashley Campbell | Rodney Heath James O'Dea      | 6−3, 6−3, 6−2      |
| Guanyador | 2.   | 1915 | Australasian Championships (2) | Clarence Todd   | Gordon Lowe Bert St. John     | 8−6, 6−4, 7−9, 6−3 |
| Finalista | 2.   | 1920 | Australasian Championships (2) | Roy Taylor      | Pat O'Hara Wood Ronald Thomas | 1−6, 0−6, 5−7      |
| Finalista | 3.   | 1923 | Australasian Championships (3) | Dudley Bullough | Pat O'Hara Wood Bert St. John | 4−6, 3−6, 6−3, 0−6 |

### Dobles mixts: 1 (1−0)
| Resultat  | Núm. | Any  | Campionat                  | Parella             | Oponents                          | Marcador      |
| --------- | ---- | ---- | -------------------------- | ------------------- | --------------------------------- | ------------- |
| Guanyador | 1.   | 1923 | Australasian Championships | Sylvia Lance Harper | Margaret Molesworth Bert St. John | 2−6, 6−4, 6−4 |